# مایکل ونتریس
 مایکل ونتریس (انگلیسی: Michael Ventris؛ ۱۲ ژوئیهٔ ۱۹۲۲ – ۶ سپتامبر ۱۹۵۶) یک دانشمند اهل بریتانیا بود.